# Рони Колман
Роналд Дийн „Рони“ Колман (на английски: Ronald Dean „Ronnie“ Coleman; р. 13 май 1964, Бастроп, Луизиана, САЩ) е професионален културист, 8-кратен победител в конкурса „Мистър Олимпия“ и други престижни състезания. Определян за най-добрия за всички времена.

## Биография
Увлича се по спорта от детските си години. Като малък той играе американски футбол и се занимава с лека атлетика. В юношеските си години започва да се занимава с вдигане на тежести, докато играе футбол в отбора на Бастръл. Рони наистина е надарен и винаги е бил най-едрото момче, независимо от това къде попада – в началното училище, в гимназията или в университета. На 22 години Колман постъпва в университета Гремблинг Стейт, където изучава мениджмънт и счетоводство.
На 25 години започва да се занимава с културизъм в Метро Флекс Джим, щата Тексас. Телосложението му впечатлява собственика на залата, който му предлага безплатен вход, при условие че Колман се състезава в местните турнири. Въпреки че дотогава не смята да се състезава, Рони приема предложението и, както се оказва днес, не е сбъркал.
Започва да се състезава през 1990 г. и още на следващата година печели професионалната си карта. Следват няколко победи на състезанията за Големите награди (Гран при). През 1997 г. се разочарова поради класирането си на 9-о място на „Мистър Олимпия“, но на следващата година идва компенсацията за лошото класиране. През 1998, 1999 и 2000 г. Рони Колман убедително печели титлата „Мистър Олимпия“ и, както изглежда, няма намерение да се задоволи само с 3 победи в този турнир. Той демонстрира симетрично тяло с релефни мускули и тясна талия, като същевременно има голяма мускулна маса – печелившата комбинация за успех на турнирите по културизъм.
Освен като професионален културист, Колман работи доста години и като полицай. Той постъпва на тази работа съвсем случайно, също така, както започва заниманията си по културизъм. Негов познат му предлага да опита и Рони приема, и отново не бърка. По онова време работи като счетоводител и открива, че работата като полицай му допада повече. Тази професия Рони много добре съчетава работата си като полицай и кариерата си на професионален културист. Той работи в полицейски участък в тексаски град, със следобедни смени и тренира сутрин. Но от февруари 2001 г. Рони прави добър избор между полицейския участък и фитнес залата и прекъсва полицейската си кариера, но не прекъсва тренировките си.
Негов тренировъчен партньор е културистката Вики Гейтс, която е и негова приятелка. Рони залага главно на свободните тежести и оставя машините на заден план. Според него най-добрата му мускулна група са ръцете, а най-изоставащата – прасците. Независимо от това той тренира цялото си тяло упорито. И въпреки че Рони постигна най-високото отличие в културизма, той не спира да тренира и да усъвършенства тялото си. Рони в най-добрата си форма има обиколка на ръката 50 – 60 см.